# Óxido de gadolínio(III)
Óxido de gadolínio(III) é o composto de fórmula química Gd2O3.